# Пуща-Водицький трамвай
Пу́ща-Води́цький трамва́й — лінія електричного трамвая у селище Пуща-Водиця, що влаштована у лісовій зоні Києва. Відкрита у 1900 році.

## Історія

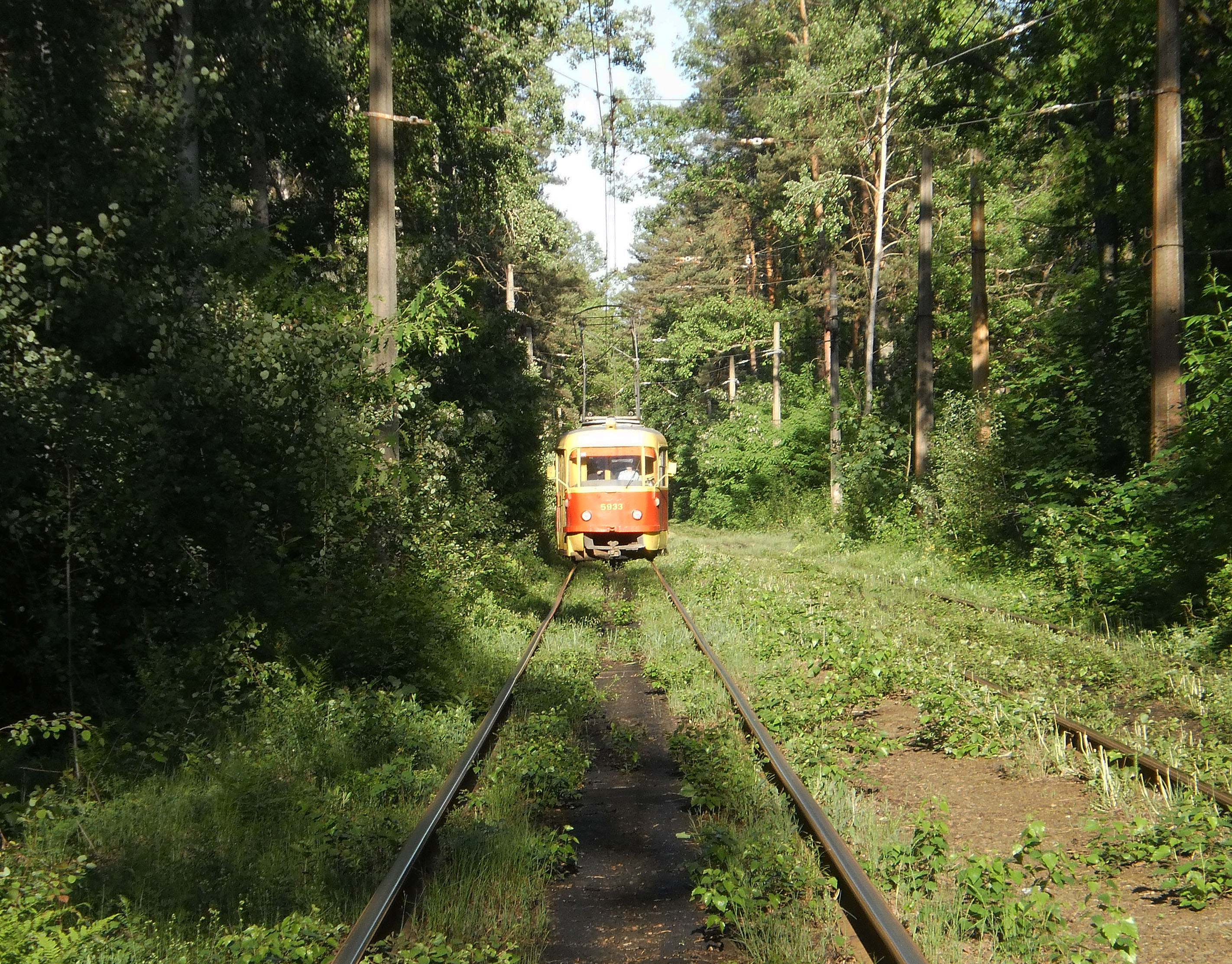
Пасажирський трамвай Tatra T3 у Пущі-Водиці (вид спереду)

Коли з 1898 року почалось освоєння поселення Пуща-Водиця під Києвом, зручного транспортного сполучення тут не існувало. Але вже в 1900 році в Пущу-Водицю проклали трамвайну колію, що сполучила селище з Александрівською площею у Києві (нині Контрактова площа). З того часу чотири роки поспіль цією колією поселенців доставляв паровий трамвай. Цей вид транспорту одразу почав користуватися серед населення неабиякою популярністю.
Із 1904 року розпочалась нова доба в історії Пуща-Водицького трамвая. До травня підприємство-власник трамвая — Товариство Київської міської залізниці — електрифікувало Пуща-Водицьку лінію. Для цього, окрім встановлення стовпів і прокладення електричного дроту, довелося побудувати дизель-моторну станцію, що виробляла електроенергію для живлення лінії, виділити моторні вагони. Кошти на таку реконструкцію виділив керівник київського трамвая — Лазар Ізраїльович Бродський.
Бродський невдовзі помер, а його справу продовжили бельгійці, котрі вже у січні 1905 року викупили у спадкоємців контрольний пакет акцій. Вони ж знайшли кошти для облаштування додаткових роз'їздів та часткової укладки другої колії, оскільки лінія була прибутковою. Тривалість подорожі становила 1 годину. Для порівняння, подорож на паровому трамваї займала 1,5 год. Вартість проїзду в один кінець становила 24 копійки, а в обидва боки — 43 копійки (знижка на 5 коп.).
Спочатку існувало два трамвайні маршрути, які з'єднували низку селищ (Пуща-Водицю, Горенку, Пріорку, Кинь-Ґрусть) з Подолом (№ 19) та Старим Києвом (№ 20). Основний пасажиропотік припав на трамвайний маршрут № 19. Але після військових дій у Києві під час Російської революції маршрут № 20 було закрито, як і трамвай № 19, на зміну якому прийшов трамвай № 12.

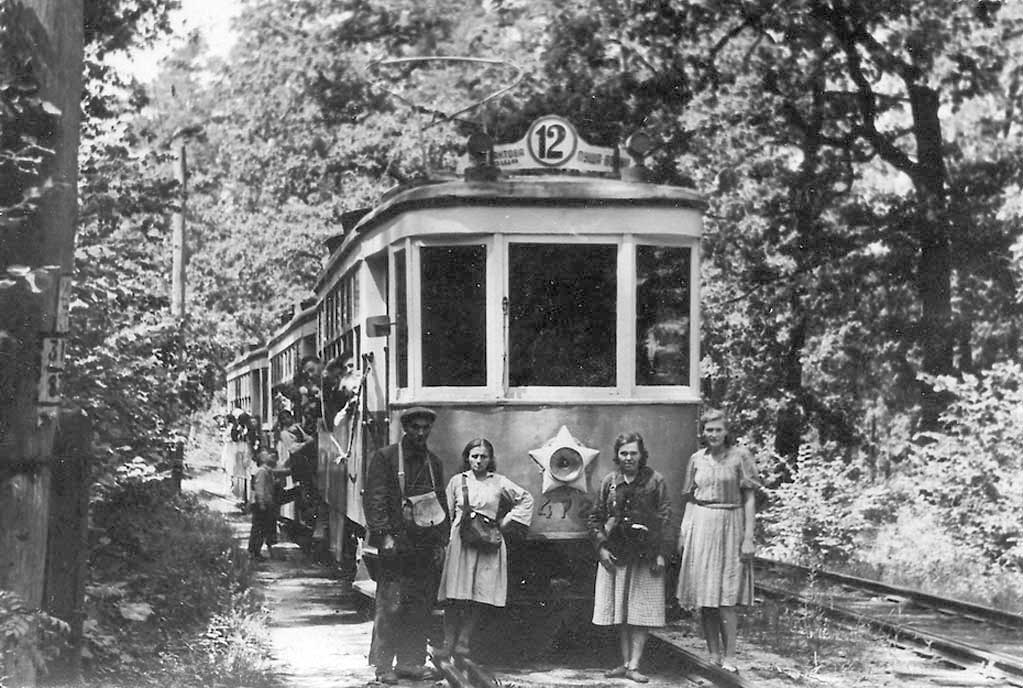
Трамвай у Пущі-Водиці (1949 рік)

Трамвай відігравав велику роль не лише для жителів Києва та Пущі-Водиці, його важливість і перспективи розвитку відзначались навіть на рівні влади. Зокрема, в директиві ЦК КП(б)У від 15 травня 1935 року було зазначено: «Керуючись тяжінням деяких передмість до Києва, що вже почало виявлятися кілька років тому і що тепер постане особливо яскраво і рельєфно, можливо цілком уявити собі перспективи деяких з цих нових трамвайних магістралей. І дійсно, пуща-водицька магістраль повинна в майбутньому простягнутися до Бучі та Гостомеля. Цей самий пуще-водицький напрямок прагне також вгору Дніпром до Вишгороду, Нових та Старих Петрівець…»
Внаслідок бойових дій під час Другої світової війни трамвайні лінії були зруйновані. Згодом, у 1944 році, їх було відновлено. У другій половині 1940-х років трамвайні маршрути обслуговували трамваї, що складалися з трьох вагонів, проте через необхідність розвивати велику швидкість на лісовій колії їх було замінено на одновагонні. У 1949 році рейки були перенесені з Вишгородської вулиці на Старозабарську, а у середині 60-х — на Автозаводську вулицю.
Протягом 50-х — 80-х років ХХ сторіччя існував подовжений варіант 12-го маршрута — маршрут № 25. Він курсував не лише до Подолу, а й до Залізничного вокзалу один раз на 166 хвилин за розкладом.

### Екскурсійний маршрут
З 2007 року у Пуща-Водиці почав курсувати екскурсійний маршрут (Контрактова Площа — Пуща-Водиця). Він обслуговується  чеським трамваєм серії «Т3М» (Т6В5) (№ 001).
На сьогоднішній день до Пущі-Водиці курсує два екскурсійних маршрути: «Контрактова площа — Пуща-Водиця — Контрактова площа» (тривалістю 3 години) та «Оболонь — Пуща-Водиця — Оболонь» (тривалістю 2,5 години).

### Реконструкція трамвайної лінії
У 2011 році ДП «Укрдержбудекспертиза» ухвалило рішення про рекомендування до затвердження проекту реконструкції ліній Пуща-Водицького трамваю на дистанції від вул. Міської до вул. Селянської, який було складено за розпорядженням голови Київської міської державної адміністрації Олександра Попова.
Планується реконструювати 8,6 км трамвайної лінії (в одноколійному вимірюванні) та контактної мережі, оновити 312 опор контактної мережі висотою 5,8 м, 22 павільйони очікування та асфальтове покриття (тротуари та майданчики очікування). Реконструкцію планують провести за 16 місяців.

### Російсько-українська війна
З 24 лютого 2022 року рух трамваїв призупинився. Внаслідок бойових дій колію подекуди було пошкоджено, з квітня[джерело?] почалися ремонті роботи. 3 23 травня рух трамваїв було відновлено.

## Цікаві факти
Окрім того, що трамвай до Пущі-Водиці має понад 100-річну історію, це трамвайне сполучення відіграє неабияку історичну роль у житті не лише Пущі-Водиці, а й Києва.
Зокрема, в часи Першої світової та Другої світової війн Пуща-Водицький трамвай перевозив бійців прямо на лінію фронту, забирав з лінії фронту поранених, котрих відвозили в міські шпиталі.
В найхолодніші зими, коли Києву бракувало палива для обігріву, з Пущі-Водиці за допомогою трамваю доправляли необхідні запаси дров.
У довоєнний та післявоєнний час на лісовій лінії використовували відкриті причепні вагони-платформи з лавами.

## Трамвай сьогодні

### Трамвай №12
Пуща-Водиця (14 лінія) — Контрактова площа
| Маршрут руху |
| --- |
| 14-та лінія — вул. Миколи Юнкерова — вул. Федора Максименка — лісова траса — вул. Пуща-Водицька — пл. Тараса Шевченка (автостанція «Полісся») — вул. Полярна — вул. Автозаводська — вул. Семена Скляренка (зал. зупинка Вишгородська) — Петропавлівська площа — вул. Кирилівська — вул. Щекавицька — вул. Костянтинівська — вул. Спаська — Контрактова площа |

| Зворотний маршрут |
| --- |
| Контрактова площа — вул. Спаська — вул. Межигірська — вул. Щекавицька — вул. Костянтинівська — вул. Оленівська — вул. Кирилівська — Петропавлівська площа — вул. Семена Скляренка (зал. зупинка Вишгородська) — вул. Автозаводська — вул. Полярна — пл. Тараса Шевченка (автостанція «Полісся») — вул. Пуща-Водицька — лісова траса — вул. Федора Максименка — вул. Миколи Юнкерова — 14-та лінія |

Розклад маршруту:  [Архівовано 1 жовтня 2016 у Wayback Machine.]
- Час роботи: 05:44 — 23:53 (Пуща-Водиця), 06:00 — 22:38 (Контрактова площа)
  - Вихідні: 06:12 — 23:53 (Пуща-Водиця), 06:05 — 22:38 (Контрактова площа)
- Інтервал: 14—20 хв
- Протяжність маршруту: 19,15 км
- Протяжність маршруту в обороті: 38,3 км
- Тривалість руху: 1 год 12 хв.
- Кількість зупинок: 80
- Кількість трамваїв: 12
- Власник маршруту: КП «Київпастранс», Подільське трамвайне депо

### Проїзд
Вартість проїзду в трамваї № 12 та 17 становить 8 ₴.